# Хоровце (Михаловце)
Хоровце (слч. Horovce) насељено је мјесто са административним статусом сеоске општине (слч. obec) у округу Михаловце, у Кошичком крају, Словачка Република.

## Становништво
| Година:    | 1994. | 2004.  | 2014.   | 2024.   |
| ---------- | ----- | ------ | ------- | ------- |
| Број људи: | 875   | 896    | 859     | 879     |
| Разлика:   |       | +2,4 % | -4,12 % | +2,32 % |

| Година:    | 2023. | 2024.   |
| ---------- | ----- | ------- |
| Број људи: | 869   | 879     |
| Разлика:   |       | +1,15 % |

Према подацима о броју становника из 2011. године насеље је имало 831 становника.